# Wilbur Ross
Wilbur Louis Ross Jr. (* 28. listopadu 1937, Weehawken, NJ) je americký miliardář a politik za Republikánskou stranu. Za vlády Donalda Trumpa zastával v letech 2017–2021 úřad ministra obchodu Spojených států amerických. Dle Paradise papers byl v době svého vládního angažmá zapojen do obchodních aktivit s Ruskem a lidmi blízkými Vladimíru Putinovi.